# Hracholusky (district de Rakovník)
Pour les articles homonymes, voir Hracholusky.
Hracholusky (en allemand : Schotendorf) est une commune du district de Rakovník, dans la région de Bohême-Centrale, en République tchèque. Sa population s'élevait à 79 habitants en 2020.

## Géographie
Hracholusky se trouve à 12 km au sud-sud-est de Rakovník et à 49 km à l'est-sud-est de Prague.
La commune est limitée par Pavlíkov au nord, par Nezabudice à l'est, par Branov au sud, par Hřebečníky au sud et à l'ouest.

## Histoire
La première mention écrite de la localité date de 1379.

## Transports
Par la route, Hracholusky se trouve à 19 km de Rakovník, à 40 km de Beroun et à 77 km de Prague.